# Guilford Dudley
Pour les articles homonymes, voir Dudley.
Titre
Époux de la reine d'Angleterre
6/10 – 19 juillet 1553
(9 à 13 jours)
Lord Guilford Dudley (1535-12 février 1554) fut l'époux de Lady Jeanne Grey, reine d'Angleterre pendant neuf jours.

## Biographie

### Famille
Guilford Dudley est le fils de John Dudley, premier duc de Northumberland, et Jane Guildford. C'était également le plus jeune frère de Robert Dudley, comte de Leicester.
Son père devint le dirigeant du Conseil Privé après l'exécution d'Edward Seymour, 1er duc de Somerset, qui fut Lord Protecteur pendant le règne du roi Édouard VI d'Angleterre. Northumberland redoutait qu'à la mort d'Édouard, le trône revienne à la demi-sœur du roi, Lady Mary. Il réussit à modifier l'ordre de succession, et le fit signer par le jeune Édouard, afin que Lady Jeanne Grey soit proclamée reine à la mort du roi.

### Mariage et règne
Afin d'éviter une restauration du catholicisme, John Dudley maria son fils Guilford à Lady Jeanne le 15 mai 1553 à Durham House. À la mort du roi Édouard, Jeanne fut proclamée reine, et régna officiellement neuf jours (ou treize, si on fait débuter son règne le jour de la mort d'Édouard). Les familles Dudley et Grey souhaitaient que Guilford fût proclamé roi, mais elle accepta seulement de le faire duc de Clarence (ce qu'elle n'eut pas le temps de faire).
Quand Jeanne perdit son trône au profit de Mary Tudor, Jeanne et Guilford furent conduits aux appartements royaux de la tour de Londres. Mary accepta de les épargner, ils vécurent dans la Tour avec une relative liberté pendant six mois. Cependant, après la révolte de 1554 menée par Thomas Wyatt le Jeune, Mary vit Jeanne et Guilford comme de potentielles inspirations à de nouvelles rébellions (notamment parce que Henry Grey, duc de Suffolk et père de Jeanne avait activement participé à la révolte). Après avoir longuement hésité, elle signa les condamnations à mort. Onze jours plus tard, le père de Jeanne, le duc de Suffolk connut le même sort pour sa participation active à la révolte de Wyatt.

### Exécution

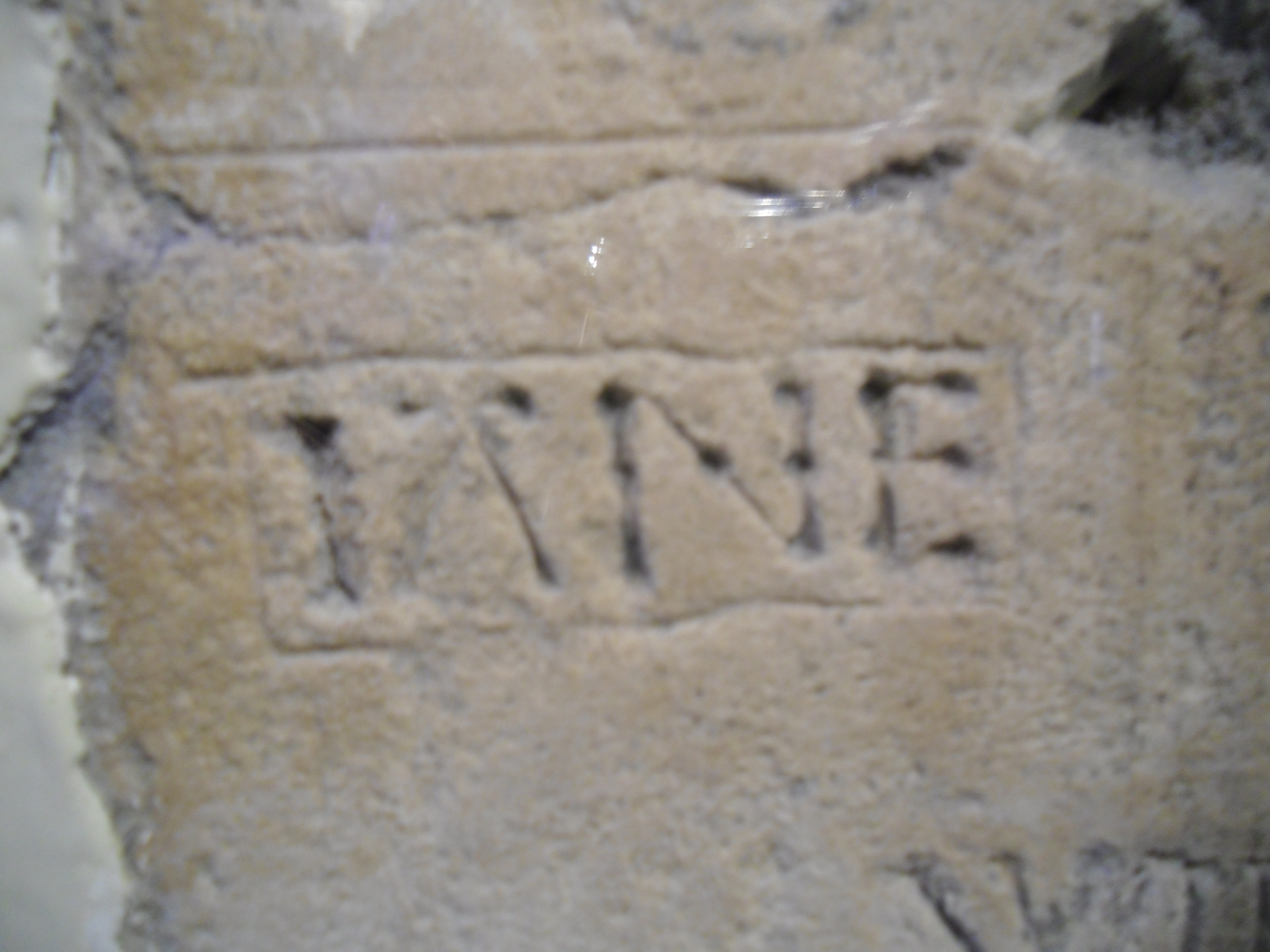
Inscription IANE gravée sur le mur de la cellule de Guilford

Guilford fut escorté par des gardes à Tower Hill, où il fut exécuté en public. Ses derniers mots furent « Priez pour moi ! » et il fut décapité d'un coup de hache. Des comptes rendus tardifs prétendent qu'il avait pleuré à son exécution, mais les témoins contemporains affirment qu'il est mort courageusement, les yeux secs. Son corps fut transporté à la chapelle Saint-Pierre-aux-liens (saint Peter ad Vincula), dans l'enceinte de la tour de Londres. En voyant le corps à sa fenêtre, Jane aurait crié : « Oh, Guilford, Guilford ! ». Il fut enterré dans la chapelle auprès d'elle.
Les frères de Guilford, John, Ambrose, Robert et Henry, ainsi que leur père, furent également emprisonnés dans la Tour, mais la reine leur accorda son pardon.
Sur le mur d'une cellule de la tour de Londres est gravé le nom de « IANE» (la lettre J, qui ne se distinguait pas de la voyelle I dans l'alphabet latin, n'était pas d'usage courant avant le 18e siècle). On pense que la gravure est de Guilford, peut-être en l'honneur de sa femme, ou de sa mère, qui s'appelait également Jane.

## Univers de fiction
Le personnage de Guilford Dudley est interprété par :
- Cary Elwes dans  le film Lady Jane (1986)
- Edward Bluemel (en) dans la série My Lady Jane (en) (2024)